# ستيف كاتس
ستيف كاتس (بالإنجليزية: Steve Katz)‏ هو مؤلف وكاتب أمريكي، ولد في 14 مايو 1935 في نيويورك في الولايات المتحدة.